# Albino Núñez Domínguez
Albino Núñez Domínguez (San Pedro da Mezquita, Ourense, 13 de desembre de 1901 - Ourense, 7 de febrer de 1974) va ser un escriptor, pedagog i poeta gallec.
Estudià Magisteri a l'Escola Normal d'Ourense, sent «deixeble predilecte de Vicente Risco, Felipe Pedreira, José Soler i d'Araceli Ancochea» (A. Vilanova). Va exercir de mestre a les localitats d'Amoroce i Maceda (Ourense), iniciant-se en l'ambient empobrit del llogaret gallec el seu fervor per la pedagogia, que hauria de ser la gran passió de la seva vida.
El 1932, a l'A.T.E.O. (Associació de Treballadors de l'Ensenyament d'Ourense), de la qual era el seu president, decideix editar una revista pedagògica que es deia «Escola del Treball» i que va tenir una feliç marxa durant dos anys, amb vint-i-sis números publicats. S'encarregà la seva direcció a Albino Núñez Domínguez, «un mestre enamorat de la seva professió i ple d'idees renovadores, tenint de col·laboradors a tot el Consell de Direcció d'aquell diari anterior, La República, i a gran quantitat de mestres republicans dispersos per la província orensana» (Joam C. Chilhon Esglésies).
La revista va constituir un autèntic revulsiu dintre de l'ensenyament, ancorada llavors en els vells mètodes. Albino Núñez li va imprimir un caràcter marcadament tècnico-pedagògic, rebutjant de ple el perniciós memorisme i l'excessiu intel·lectualisme de l'època i introduint els mètodes de la «Escola Nova», basats en les més recents doctrines pedagògiques i en temptatives empíriques per a la seva realització. Va ser el primer mitjà de difusió que va fer arribar a les escoles de la província d'Ourense les noves tècniques pedagògiques (Montessori, Kerschensteiner, Decroly, Dewey, Cousinet, etc.).
En aprovar l'oposició al Cos de Directors Escolars, Núñez Domínguez és traslladat al Grup Escolar «Concepción Arenal» de La Corunya, on seguiria desenvolupant les noves tècniques escolars, establint «noves finalitats» de l'educació i orientant cap a aquestes fins a l'obra social de l'escola «per mitjans psicobiològics d'adaptació del comportament». Però la Guerra civil va truncar les seves aspiracions humanistes quan era director del centre abans esmentat. A partir de 1936 es dedica a l'ensenyament privat, primer a Lugo, i més tard a Ourense, on funda, el 1949, el centre d'ensenyament «Estudios Galicia». El gran interès d'aquest centre radicava, sobretot, en l'especial atenció dedicada a la formació de mestres que després durien a les seves aules les noves tècniques d'ensenyament. connectant així amb la seva primera etapa de director d'«Escola del Treball» com a divulgador dels mètodes d'avançada pedagogia a la província d'Ourense.
L'agost de 1959 va ser rehabilitat, primer com a mestre i després com a director escolar, ocupant la seva última destinació a A Estrada (Pontevedra).
El Centre d'I.G.B. de Casardomato (Ourense) duu el seu nom a proposta de la Corporació municipal (1980).

## Obra
Encara que gran part de l'obra d'Albino Núñez Domínguez roman inèdita, es poden citar interessants treballs de la seva autoria: 
- Parnaso Galaico (1956[1])
- Musa Galega (1957[1])
- A nosa fala (1958[1])
- Maruxa ou a femineidade (1958[1])
- Grandezas e miserias da nosa terra (1959[1])
- Nin lendas negras nin historias brancas (1962[1])
- Toponimia galaica (1965[1])
- Romance de Castrelo de Miño[1]

Així mateix, és autor del llibre Temas de pedagogía (Ourense, 1963), on està recollit el seu ideari educatiu, basat en les seves experiències personals i en profundes lectures dels pedagogs del seu temps. Llibre curiós en el seu origen (va néixer com a resultat de les seves lliçons orals dictades als alumnes, que van actuar a manera d'amanuenses recollint amb fidelitat les seves paraules i fent possible la seva edició), en ell aborda, en la seva quasi totalitat, la problemàtica educativa, caracteritzant-se per la seva gran capacitat de síntesi i per la claredat d'exposició. Defensa l'escola activa i funcional, el respecte a la llibertat de l'educand i propugna el mètode heurístic-socràtic com el més idoni per a arribar al coneixement de la ciència, mètode que la seva mecanització actual segueix constituint la base de l'ensenyament programat.
A part de la seva feina educativa, Núñez Domínguez va fer estudis geogràfics, de toponímia i literaris, va col·laborar assíduament a la premsa gallega (La Región, La Voz de Galicia, Faro de Vigo, La Noche, Lar, Vieiros ...) i va traduir al gallec poemes d'Antonio Machado.